# Natascha Niemczyk
Natascha Niemczyk (ur. 7 lutego 1990 r. w Dachau) – niemiecka siatkarka pochodzenia polskiego grająca na pozycji atakującej.
Karierę siatkarską zaczęła w klubie SV Lohhof. W sezonie 2008/2009 wraz z drużyną SV Lohhof wywalczyła awans do Bundesligi.

## Kariera siatkarska
Natascha Niemczyk rozpoczęła karierę grając w SV Lohhof. W sezonie 2008/2009 grała w pierwszym składzie, z którym wywalczyła awans do Bundesligi. SV Lohhof wypadło z najwyższej ligi niemieckiej w 2010.
W sezonie 2010/11 Niemczyk była jedyną zawodniczką SVL, która zagrała we wszystkich 24 meczach sezonu. W 2011 SV Lohhof został mistrzem drugiej ligi. Od 2011 Natascha Niemczyk grała w zespole NawaRo Straubing z którym uzyskała awans do Bundesligi w 2015 roku. W grudniu 2015 r. zwróciła się do zarządu drużyny o anulowanie jej obecnej umowy. W 2016 roku grała w DJK Sportbund München-Ost.  W sezonie 2016/2017 występowała w barwach Schwarz-Weiss Erfurt.
W sezonie 2017/18 grała w drugoligowym zespole AllgäuStrom Volleys Sonthofen. Od 2018 gra w trzecioligowym zespole TV Dingolfing, z którym, w 2019 roku, zdobyła mistrzostwo i awans do 2. ligi.

## Życie prywatne
Jej rodzicami są Sigrid Niemczyk i Andrzej Niemczyk, polski siatkarz i trener siatkówki. Ma siostrę, Saskię oraz dwie siostry przyrodnie Małgorzatę i Kingę, które również są siatkarkami.